# 진양교통 (서울)
진양교통(進陽運輸)는 서울특별시 도봉구의 마을버스회사이며, 본사는 서울특별시 도봉구 도봉로 961 (도봉동)에 위치해 있다. 도봉동 중심으로 마을버스를 운행하고 있다.

## 운행 노선
- ● 도봉08번: 창동역~무수골(구 도봉마을 70번)
- ● 도봉09번: 창동역~도봉산역(구 도봉마을 75번)

## 주요 차량
- 자일대우버스: 자일대우 NEW BS090
- 현대자동차: 현대 뉴 카운티, 현대 그린시티, 현대 일렉시티 타운